# Diskografija Kelly Clarkson
Diskografija Kelly Clarkson obuhvaća četiri studijska albuma (Thankful, Breakaway, My December, All I Ever Wanted i Stronger) s kojih je objavljeno 18 singlova te dva singla na kojima se pojavljuje kao gostujući glazbenik. Godine 2002. objavila je svoj debitantski album Thankful s kojega je izdala 5 singlova. Jednu godinu kasnije objavila je svoj drugi studijski album Breakaway, a s njega su proizašli hitovi "Since U Been Gone" i "Because of You". Kasnije slijede albumi My December koji nije imao zapaženog uspjeha na ljestvicama i All I Ever Wanted s kojeg je skinut hit "My Life Would Suck Without You". Ostali singlovi s albuma su "I Do Not Hook Up", "Already Gone" i "All I Ever Wanted".
Clarkson je prodala više od 30 milijuna singla i 22 milijuna albuma diljem svijeta. Sve je albume u Sjevernoj Americi objavila pod RCA Recordsom a u svijetu pod Sony Music Entertainmentom, tako je i sve singlove objavila s RCA Recordsom i Sony Music Entertainmentom osim pjesme "Breakaway", duet verziju "Because of You" s Rebom McEntire i "Go".
Krajem 2011. godine izdala je svoj peti studijski album koji nosi naziv Stronger s kojega su skinuti hitovi "Mr. Know It All" i "Stronger (What Doesn't Kill You)".

## Studijski albumi
| Godina | Album                                                                                         | Uspjeh na ljestvicama | Uspjeh na ljestvicama | Uspjeh na ljestvicama | Uspjeh na ljestvicama | Uspjeh na ljestvicama | Uspjeh na ljestvicama | Uspjeh na ljestvicama | Uspjeh na ljestvicama | Uspjeh na ljestvicama | Uspjeh na ljestvicama | Certifikacije                                                                                          |
| Godina | Album                                                                                         | SAD                   | AUS                   | AUT                   | KAN                   | NJE                   | IRS                   | NIZ                   | NZ                    | ŠVI                   | UK                    | Certifikacije                                                                                          |
| ------ | --------------------------------------------------------------------------------------------- | --------------------- | --------------------- | --------------------- | --------------------- | --------------------- | --------------------- | --------------------- | --------------------- | --------------------- | --------------------- | --- |
| 2003.  | Thankful - Objavljen: 15. travnja 2003. - Izdavač: RCA - Format: CD, digitalni download       | 1                     | 33                    | —                     | 5                     | —                     | 46                    | 83                    | —                     | —                     | 41                    | - SAD: 2× platinasta - AUS: zlatna - KAN: platinasta                                                   |
| 2004.  | Breakaway - Objavljen: 30. studenog 2004. - Izdavač: RCA - Format: CD, digitalni download     | 3                     | 2                     | 3                     | 6                     | 4                     | 1                     | 1                     | 5                     | 2                     | 3                     | - SAD: 6× platinasta - AUS: 6× platinasta - KAN: 5× platinasta - EU: 2× platinasta - UK: 5× platinasta |
| 2007.  | My December - Objavljen: 22. lipnja 2007. - Izdavač: RCA - Format: CD, digital download       | 2                     | 4                     | 8                     | 2                     | 5                     | 2                     | 7                     | 8                     | 5                     | 2                     | - SAD: platinasta - AUS: platinasta - KAN: platinasta - UK: zlatna                                     |
| 2009.  | All I Ever Wanted - Objavljen: 10. ožujka 2009. - Izdavač: RCA - Format: CD, digital download | 1                     | 2                     | 4                     | 2                     | 4                     | 4                     | 6                     | 6                     | 7                     | 3                     | - AUS: platinasta - KAN: platinasta - UK: zlatna                                                       |
| 2011.  | Stronger - Objavljen: 21. listopada 2011. - Izdavač: RCA - Format: CD, digital download       | 2                     | 3                     | 20                    | 4                     | 14                    | 8                     | 16                    | 6                     | 12                    | 5                     | - AUS: zlatna - KAN: zlatna                                                                            |

## Singlovi
| Godina | Singl                              | Najviša pozicija na ljestvicama | Najviša pozicija na ljestvicama | Najviša pozicija na ljestvicama | Najviša pozicija na ljestvicama | Najviša pozicija na ljestvicama | Najviša pozicija na ljestvicama | Najviša pozicija na ljestvicama | Najviša pozicija na ljestvicama | Najviša pozicija na ljestvicama | Najviša pozicija na ljestvicama | Certifikacije                                        | Album             |
| Godina | Singl                              | SAD                             | AUS                             | AUT                             | KAN                             | NJE                             | IRS                             | NIZ                             | NZ                              | ŠVI                             | UK                              | Certifikacije                                        | Album             |
| ------ | ---------------------------------- | ------------------------------- | ------------------------------- | ------------------------------- | ------------------------------- | ------------------------------- | ------------------------------- | ------------------------------- | ------------------------------- | ------------------------------- | ------------------------------- | ---------------------------------------------------- | ----------------- |
| 2002.  | "A Moment Like This"               | 1                               | —                               | —                               | 1                               | —                               | —                               | —                               | —                               | —                               | —                               | - SAD: platinasta                                    | Thankful          |
| 2002.  | "Before Your Love"                 | —                               | —                               | —                               | —                               | —                               | —                               | —                               | —                               | —                               | —                               | - SAD: platinasta                                    | Thankful          |
| 2003.  | "Miss Independent"                 | 9                               | 3                               | 39                              | 6                               | 52                              | 11                              | 9                               | —                               | 44                              | 6                               | - SAD: zlatna - AUS: zlatna                          | Thankful          |
| 2003.  | "Low"                              | 58                              | 11                              | —                               | 2                               | —                               | —                               | —                               | —                               | —                               | 35                              | - AUS: zlatna                                        | Thankful          |
| 2003.  | "The Trouble with Love Is"         | 101                             | 22                              | —                               | 25                              | 42                              | —                               | 32                              | —                               | 62                              | 35                              | - AUS: zlatna                                        | Thankful          |
| 2004.  | "Breakaway"                        | 6                               | 10                              | 8                               | 3                               | 13                              | 9                               | 9                               | 12                              | 14                              | 22                              | - SAD: zlatna - AUS: zlatna                          | Breakaway         |
| 2004.  | "Since U Been Gone"                | 2                               | 3                               | 3                               | 2                               | 6                               | 4                               | 4                               | 11                              | 7                               | 5                               | - SAD: platinasta - AUS: platinasta                  | Breakaway         |
| 2005.  | "Behind These Hazel Eyes"          | 6                               | 6                               | 9                               | 4                               | 16                              | 7                               | 7                               | 7                               | 20                              | 9                               | - SAD: platinasta                                    | Breakaway         |
| 2005.  | "Because of You"                   | 7                               | 4                               | 3                               | 2                               | 4                               | 5                               | 1                               | 19                              | 1                               | 7                               | - SAD: platinasta - AUS: zlatna                      | Breakaway         |
| 2006   | "Walk Away"                        | 12                              | 27                              | 29                              | 4                               | 30                              | 10                              | —                               | 19                              | 58                              | 21                              | - SAD: zlatna                                        | Breakaway         |
| 2007.  | "Never Again"                      | 8                               | 5                               | 36                              | 8                               | 19                              | 11                              | 23                              | 20                              | 23                              | 9                               | - SAD: zlatna - AUS: zlatna                          | My December       |
| 2007.  | "Sober"                            | 110                             | —                               | —                               | —                               | —                               | —                               | —                               | —                               | —                               | —                               |                                                      | My December       |
| 2007.  | "One Minute"                       | —                               | 36                              | —                               | —                               | —                               | —                               | —                               | —                               | —                               | —                               |                                                      | My December       |
| 2007.  | "Don't Waste Your Time"            | —                               | —                               | —                               | —                               | 93                              | —                               | —                               | —                               | —                               | —                               |                                                      | My December       |
| 2009.  | "My Life Would Suck Without You"   | 1                               | 5                               | 6                               | 1                               | 6                               | 4                               | 3                               | 11                              | 5                               | 1                               | - AUS: platinasta - UK: srebrna - KAN: 2× platinasta | All I Ever Wanted |
| 2009.  | "I Do Not Hook Up"                 | 20                              | 9                               | 68                              | 13                              | 55                              | 30                              | 19                              | 31                              | —                               | 36                              | - AUS: zlatna - KAN: zlatna                          | All I Ever Wanted |
| 2009.  | "Already Gone"                     | 13                              | 12                              | 37                              | 15                              | 23                              | —                               | —                               | 23                              | 15                              | 66                              | - AUS: zlatna - KAN: zlatna                          | All I Ever Wanted |
| 2010.  | "All I Ever Wanted"                | 96                              | —                               | —                               | —                               | —                               | —                               | —                               | —                               | —                               | —                               |                                                      | All I Ever Wanted |
| 2011.  | "Mr. Know It All"                  | 10                              | 1                               | 26                              | 11                              | 18                              | 14                              | 90                              | 8                               | 22                              | 4                               | - AUS: 2x platinasta                                 | Stronger          |
| 2012.  | "Stronger (What Doesn't Kill You)" | 1                               | 18                              | —                               | 11                              | —                               | 9                               | 96                              | 4                               | 60                              | 8                               | - AUS: platinasta                                    | Stronger          |

### Gostujući singlovi
| Godina | Singl                                            | Najviša pozicija na ljestvicama | Najviša pozicija na ljestvicama | Najviša pozicija na ljestvicama | Najviša pozicija na ljestvicama | Najviša pozicija na ljestvicama | Album           |
| Godina | Singl                                            | SAD                             | SAD Pop                         | SAD Country                     | KAN                             | KAN Country                     | Album           |
| ------ | ------------------------------------------------ | ------------------------------- | ------------------------------- | ------------------------------- | ------------------------------- | ------------------------------- | --------------- |
| 2007.  | "Up to the Mountain" (duet s Jeff Beck)          | 56                              | 48                              | —                               | —                               | —                               | Idol Gives Back |
| 2007.  | "Because of You" (duet s Reba McEntire)          | 50                              | 56                              | 2                               | 36                              | 1                               | Reba: Duets     |
| 2010.  | "Don't You Wanna Stay" (duet s Jasonom Aldeanom) | 31                              | —                               | 1                               | 35                              | —                               | My Kinda Party  |

### Ostale plasirajuće pjesme
| Godine | Pjesme                       | Najviša pozicija na ljestvicama | Najviša pozicija na ljestvicama | Najviša pozicija na ljestvicama | Album                      |
| Godine | Pjesme                       | SAD Bubbling Under              | SAD Pop                         | SAD AC                          | Album                      |
| ------ | ---------------------------- | ------------------------------- | ------------------------------- | ------------------------------- | -------------------------- |
| 2004.  | "My Grown Up Christmas List" | —                               | —                               | 17                              | The Great Holiday Classics |
| 2005.  | "Gone"                       | —                               | 77                              | —                               | Breakaway                  |
| 2009.  | "If I Can't Have You"        | 18                              | —                               | —                               | All I Ever Wanted          |

## Ostala pojavljivanja
| Godina | Pjesma                                  | Album                                 |
| ------ | --------------------------------------- | ------------------------------------- |
| 2003.  | "Oh, Holy Night"                        | American Idol: Great Holiday Classics |
| 2003.  | "My Grown Up Christmas List"            | American Idol: Great Holiday Classics |
| 2003.  | "Timeless" (s Justin Guarini)           | Justin Guarini                        |
| 2004.  | "Respect"                               | Ella Enchanted Soundtrack             |
| 2007.  | "Up to the Mountain"                    | Idol Gives Back                       |
| 2007.  | "Because of You" (duet s Reba McEntire) | Reba: Duets                           |

## Videospotovi
| Godina | Pjesma                                               | Redatelj        |
| ------ | ---------------------------------------------------- | --------------- |
| 2002.  | "A Moment Like This"                                 | Antti Jokinen   |
| 2002.  | "Before Your Love"                                   | Antti Jokinen   |
| 2003.  | "Miss Independent"                                   | Liz Friedlander |
| 2003.  | "Low"                                                | Antti Jokinen   |
| 2003.  | "The Trouble with Love Is"                           | Bryan Barber    |
| 2004.  | "Breakaway"                                          | David Meyers    |
| 2004.  | "Since U Been Gone"                                  | Alex DeRakoff   |
| 2005.  | "Behind These Hazel Eyes"                            | Joseph Kahn     |
| 2005.  | "Because of You"                                     | Vadim Perelman  |
| 2006.  | "Walk Away"                                          | Joseph Kahn     |
| 2006.  | "Go"                                                 |                 |
| 2007.  | "Never Again"                                        | Joseph Kahn     |
| 2007.  | "Because of You" (Reba McEntire with Kelly Clarkson) | Roman White     |
| 2007.  | "One Minute"                                         | Live Footage    |
| 2008   | "Don't Waste Your Time"                              | Roman White     |
| 2009.  | "My Life Would Suck Without You"                     | Wayne Isham     |
| 2009.  | "I Do Not Hook Up"                                   | Bryan Barber    |
| 2009.  | "Already Gone"                                       | Joseph Kahn     |
| 2011.  | "Mr. Know It All"                                    | Justin Francis  |
| 2011.  | "What Doesn't Kill You (Stronger)"                   | Shane Drake     |